# Заар, Фердинанд фон
Фердинанд фон Заар (нем. Ferdinand von Saar; 30 сентября 1833, Вена — 24 июля 1906, там же) — австрийский поэт и писатель.

## Биография
Был офицером во время итальянского похода (1859). Жил в поместьях меценатов-дворян.

## Творчество
Трагедия «Kaiser Heinrich IV» является наиболее примечательной. Впечатляют созданные автором образы Папы Григория VII и его противника, императора Генриха IV. События разворачиваются на фоне борьбы церкви с государством. У Заара Папа Григорий до конца остается деспотом: умирая, он открывает графине Матильде, что сделал её аскеткой, лишил земного счастья с тем, чтобы обладать ею вполне.
Среди сборников прозы отдельно выделяется первый сборник, особенно психологические новеллы «Innocenz», «Marianne» и «Die Steinklopfer». Во втором сборнике рассказ «Tambi» по мотиву напоминает «Муму» Тургенева. Сборник «Drei neue Novellen», особенно рассказ «Seligmann Hirsch», являет собой социальную драму; удивительная жанровая картинка, где бездушный еврейский выскочка выгоняет своего необразованного старика-отца, которого стыдится, и тот с горя лишает себя жизни. В этом же сборнике, новелла «Die Troglodytin» рассказывает о тяжких буднях и жизни пролетариев.
В период с 1892 по 1897 год написал ещё несколько повестей: «Frauenbilder», «Schloss Kostenitz» и «Herbstreigen».
Заар также обладал тонким поэтическим талантом. В 1882 году появились его поэтический сборник «Gedichte», в 1893 году — «Wiener Elegien», а в 1897 году поэма в 5 песнях «Die Pincelliade».
Заар считается идеалистическим реалистом: грубая правда жизни облагораживается в его творчестве гармоническим миропониманием и художественной стилистикой. В лирике Заара примечательна галерея женских образов, озарённых последними лучами «осенних чар» («An Ottilie», «Stella», «High life», «Freie Rythmen»). Это — поэзия пессимистическая, в которой идеализм окутан легкой дымкой чувственности.
Он помог Аде Кристен опубликовать её дебютное стихотворение «Lieder einer Verlorenen», написанное у смертного одра мужа, которое так понравилось публике, что неоднократно переиздавалось, а в немецкой литературе взошла новая звезда.
24 июля 1906 года в Дёблинге писатель покончил с собой (застрелился). Похоронен на венском Дёблингском кладбище.

## Произведения

### Трагедии
- 1863 — «Hildebrand»
- 1867 — «Heinrichs Tod»
- 1872 — «Kaiser Heinrich IV» (объединённый вариант первых двух)
- 1875 — «Die beiden de Witt»
- 1881 — «Tempesta»
- 1886 — «Thassilo»

### Новеллы
- 1874 — «Innocens, ein Lebensbild»
- 1877 — «Novellen aus Oesterreich»
- 1883 — «Drei neue Novellen»
- 1886 — «Eine Wohlthat» (народная драма)
- 1887 — «Gedichte»
- 1888 — «Schicksale»
- 1892 — «Frauen dilder»

### Поэзия
- 1882 — «Gedichte»
- 1893 — «Wiener Elegien»
- 1897 — «Die Pincelliade» (поэма в 5 песнях, 2—е изд. 1898 г.)
- 1897 — «Nachkl ä nge. Neue Gedichte und Novellen»